# Avant-garde hip hop
L'avant garde hip hop è un genere musicale derivato dall'hip hop caratterizzato dal mixaggio dell'hip hop con influenze da altri generi musicali ed elementi avanguardistici che si distaccano dalla corrente tradizionale dell'hip hop.